# Pronolagus randensis
Espèce
Statut de conservation UICN

 LC  : Préoccupation mineure
Le Lapin roux de Jameson (Pronolagus randensis) est une espèce de léporidé qui se rencontre en Afrique australe (Angola, Botswana, Mozambique, Namibie, Zimbabwe).

## Liste des sous-espèces
Selon MSW :
- sous-espèce Pronolagus randensis caucinus
- sous-espèce Pronolagus randensis randensis
- sous-espèce Pronolagus randensis whitei